# Alonso Perez de Guzman el Bueno
Alonso Pérez de Guzmán el Bueno y Zúñiga, 7. książę Medina-Sidonia (ur. 10 września 1550 w Sanlúcar de Barrameda; zm. 26 lipca 1615 w Sanlúcar de Barrameda) – hiszpański XVI-wieczny arystokrata. Dowódca naczelny Wielkiej Armady z 1588 roku.

## Pochodzenie
Alonso Pérez de Guzmán el Bueno y Zúñiga pochodził z jednej najstarszych, najbogatszych i najbardziej znaczących hiszpańskich rodzin arystokratycznych. Tytuł księcia Medina-Sidonia odziedziczył już w 1558 roku w wieku 8 lat. W 1581 roku został kawalerem Orderu Złotego Runa (będącego jednym z najstarszych i najbardziej prestiżowych odznaczeń europejskich), pełnił również funkcję gubernatora (Capitán General) Lombardii. Cieszył się opinią człowieka uczciwego, hojnego, pobożnego i inteligentnego; był znany jako bardzo dobry administrator.

## Wybór króla Filipa
W lutym 1588, po śmierci doświadczonego dowódcy floty markiza Santa-Cruz, król Filip II mianował księcia Medina-Sidonia Admirałem Oceanu i dowódcą Wielkiej Armady (Capitán general del Mar Océano y de la Armada Invencible), która miała niebawem wyruszyć przeciwko Anglii. Książę, który nigdy nie dowodził na morzu, usiłował uchylić się od odpowiedzialności, król jednak nalegał i Alonso Pérez de Guzmán el Bueno nie miał wyjścia. Wybór księcia na naczelnego dowódcę nie powinien budzić zdziwienia, jeśli weźmiemy pod uwagę, kim był jego monarcha, król Filip II. Król był autokratą i biuralistą, rządził swoim imperium zza biurka, przy którym spędzał wiele godzin dziennie, drobiazgowo analizując raporty. Na dowódcę Filip II wyznaczył księcia Medina-Sidonia, znanego jako dobry administrator, mającego lojalnie wykonywać królewskie rozkazy, stojącego na tyle wysoko w hierarchii społecznej, aby narzucić swą wolę kierującym flotą admirałom. Należy bowiem pamiętać, że poprzedni dowódca Armady, markiz Santa-Cruz, nieraz sprzeciwiał się królewskim rozkazom. Doradcami morskimi księcia zostali doświadczeni admirałowie Juan Martinez de Recalde (dowódca floty rezerwowej) i Diego Flores de Valdez (szef sztabu).

## Dowódca Wielkiej Armady
Książę Medina-Sidonia energicznie przystąpił do pracy, nadrabiając zaległości, które zostawił mu poprzednik; udało mu się też pozyskać przychylność podległych admirałów. Niebawem Armada wyruszyła w morze, jednak po rozproszeniu przez sztorm części statków, musiała zawinąć do portu. Książę Medina-Sidonia napisał wówczas list do króla Filipa II, w którym opisywał sytuację floty oraz swoje obawy co do szans realizacji przedsięwzięcia. Jego niechęć do kontynuowania zadania każe powątpiewać, czy rzeczywiście nadawał się on do piastowania powierzonej mu funkcji.
W dalszej części kampanii Alonso Pérez de Guzmán el Bueno wykazał się wielką odwagą osobistą, nieraz uczestnicząc w walkach na swoim okręcie flagowym "San Martin" w najbardziej niebezpiecznych starciach, osłaniając inne okręty. Jak opisuje epizod z walki jeden z Hiszpanów: Gdyby nie przypłynął książę na okręcie flagowym [...], zostalibyśmy tego dnia pokonani.
W trakcie kilkudniowych walk na kanale La Manche Armadzie udało się, dzięki konsekwencji księcia Mediny-Sidonii, utrzymać zwarty szyk bojowy i z minimalnymi stratami dotrzeć do miejsca planowanego spotkania z oddziałami księcia Parmy, co należy uznać za sukces dowódcy, niemającego wcześniej styczności ze sprawami morza. Należy jednak podkreślić, że Alonso Pérez de Guzmán el Bueno zbyt sztywno trzymał się rozkazów narzuconych przez króla, dotyczących spotkania z armią księcia Parmy w Niderlandach. W trakcie walki nadarzyła się bowiem okazja do zniszczenia floty angielskiej pod Plymouth, na co nalegał zwolennik agresywnej taktyki Juan Martinez de Recalde, a czemu sprzeciwiał się ostrożny Diego Flores de Valdez. Raporty księcia Medina-Sidonia wysłane do króla Filipa wskazują, że nie spostrzegł, iż miał zwycięstwo na wyciągnięcie ręki.
Klęska Wielkiej Armady, jaka potem nastąpiła, spowodowała, że książę Medina-Sidonia stał się kozłem ofiarnym dla współczesnych mu rodaków, a później dla wielu historyków. W trakcie walki ujawnił opanowanie i wielką wytrwałość, nie sprostał jednak wszystkim wyzwaniom, jakie stawiało przed nim dowodzenie flotą. Współcześni historycy częściowo rehabilitują księcia, podkreślając jego odwagę, lojalność wobec Korony, zdolności przywódcze i administracyjne. Podkreślają również winę, jaką za niepowodzenie Armady ponosi sam król Filip, który narzucił księciu ryzykowny plan połączenia z armią księcia Parmy bez możliwości korzystania z portu morskiego, co ostatecznie stało się przyczyną przegranej pod Gravelines.

## Późniejsze lata
Alonso Pérez de Guzmán el Bueno uzyskał przebaczenie króla Filipa i dalej pełnił wysokie urzędy aż do swojej śmierci. Zachował tytuł Admirała Oceanu i gubernatora (Capitán General) Andaluzji.
W 1596 dowodził obroną Kadyksu, gdy port został zaatakowany przez siły angielsko-holenderskie pod wodzą Charlesa Howarda. Źle wyekwipowane i wyszkolone oddziały hiszpańskie uległy atakowi angielskiemu. Aby zapobiec przejęciu przez Anglików galeonów gotowych do podróży do Indii Zachodnich, Medina-Sidonia wydał rozkaz ich spalenia. Straty sięgnąć mogły nawet 20 mln dukatów, ale król uznał posunięcie za słuszne.